# Rosa Vásquez Cuadrado
Rosa Gloria Vásquez Cuadrado es una abogada y política peruana. Es la actual gobernadora regional de Lima para el periodo 2023-2026. Fue alcaldesa provincial de Huarochirí durante tres periodos consecutivos entre 2003 y 2014.

## Biografía
Nació en el distrito de San Pedro de Huancayre, provincia de Huarochirí, departamento de Lima, Perú, el 26 de octubre de 1962, hija de Elías Vásquez Macavilca y Dominga Cuadrado Ravichagua. Cursó sus estudios primarios y secundarios en la ciudad de Lima y, entre 1989 y 1996 cursó estudios superiores de derecho en la Universidad Nacional Mayor de San Marcos.

## Carrera política
Su primera participación política se dio en las elecciones municipales del 2002 cuando fue elegida como alcaldesa provincial de Huarochirí por la Alianza Electoral Unidad Nacional siendo reelegida en las elecciones municipales del 2006 y del 2010 siendo la única autoridad electa en esa provincia en contar tres periodos municipales. Tentó la presidencia del Gobierno Regional de Lima en las elecciones regionales del 2014 y  del 2018 sin éxito en ninguna de ellas.
En las elecciones del 2022 recién salió electa para el periodo 2023-2026.